# Дон, Монти
Монтегю Денис Уайет «Монти» Дон (р. 8 июля 1955) — британский телеведущий и писатель. Ведущий передач о садоводстве и огородничестве.

## Биография
Родился в Западном Берлине, в британской семье. Мать — Джаннет Монтегю Дон (урождённая Уайетт), по её линии Монти Дон в родстве с династией архитекторов Уайетов. Дон провёл детство на севере Гэмпшира, в доме, построенном в 1870-х его прадедом Мэтью Доном.
Отец, Дэнис Дон — кадровый военный, происходил из шотландской семьи, по отцовской линии среди предков Дона — ботаник Джордж Дон и семья Кейлер из шотландcкого города Данди, сделавшая в XIX веке состояние на продаже цитрусового джема.
По воспоминаниям Монти, его родители были «очень строгими», оба были религиозны — отец был  «мирским проповедником» (англ. lay preacher), мать — церковной старостой. Отец воевал во Второй Мировой войне, после увольнения из армии в 1961 не сумел до конца приспособиться к гражданской жизни, сменив несколько профессий. В семье Монти был младшим из пятерых детей; его сестра-близнец перенесла в молодости серьёзную автокатастрофу. Родители Дона умерли в 1980.
В детстве Дон сменил несколько школ, отношения с учебными заведениями не складывались. Он не сумел сдать необходимые для поступления в университет экзамены (англ. A-level) с первого раза и, чтобы сдать их, посещал вечернюю школу, днём работая на стройке. В 17 лет уехал во Францию, в Прованс, где работал садовником, а также подумывал стать кровельщиком. Несмотря на неудачи в учёбе, Дон решил продолжить образование, работал на ферме, вечером готовясь к экзаменам, и поступил в Колледж Св. Магдалины Кембриджского университета, где изучал английскую филологию. Здесь он встретил свою будущую жену Сару. В студенческие годы занимался боксом, но, по собственному признанию, делал это для того, чтобы впечатлить отца — чемпиона по боксу в тяжёлом весе.

## Карьера
В 1981 Дон с женой организовали фирму по производству и продаже бижутерии — «Monty Don Jewellery». Сперва дела фирмы шли успешно, но после финансового краха 1987 года, в начале 1990-х, предприятие разорилось. В автобиографической книге «The Jewel Garden», написанной в соавторстве с женой Сарой, Дон описывает историю успеха и провала своей фирмы. С 1991 по 1993 Дон был безработным. Неудача в бизнесе подтолкнула Дона к тому, чтобы начать карьеру писателя и попробовать себя на телевидении.
Первой работой Монти Дона на телевидении стала должность ведущего в утреннем телешоу «This Morning», где он вёл раздел, посвящённый садоводству. В качестве приглашённого ведущего он появлялся в передаче BBC «Holiday». В 1994—1995 он периодически выполнял роль одного из ведущих в еженедельной научной программе «Tomorrow's World» на канале BBC One. Затем Дон вёл несколько циклов передач о садоводстве на канале Channel 4 — «Don Roaming», «Fork to Fork», «Real Gardens», «Lost Gardens».
Дон был главным ведущим передачи Gardeners' World на канале BBC Two в 2003—2008, сменив на этой должности Алана Тичмарша. За 36 лет существования передачи это был первый случай, когда ведущим стал садовод-самоучка без профессионального образования. В 2008 Дон перенёс «малый инсульт» и участие в передаче пришлось прекратить. Однако отчасти после ухода Дона, отчасти в результате попытки руководства сделать формат программы более «развлекательным» и «молодёжным», аудитория передачи сократилась. В декабре 2010 было объявлено, что Дон вернётся на канал в 2011, заменив ведущего Тоби Бакланда. С марта 2011 Дон ведёт передачу из своего собственного сада под названием Лонгмэдоу (англ. Longmeadow), расположенного в Херефордшире (вместе с Доном в съёмках участвуют его собаки породы золотистый ретривер — Найджел и Нелли).
В 2006 Дон принимал участие в проекте BBC «Growing out of Trouble». По сюжету передачи и одноимённой книги, главные герои, несколько проходящих реабилитацию наркоманов, возделывают участок земли и содержат ферму в Херфордшире, пытаясь таким образом избавиться от наркотической зависимости.
Дон был ведущим передачи «Цветущая планета. 80 садов» (транслировалась на BBC Two с 27 декабря по 30 марта 2008).
В декабре 2008 Дон вел программу о плантациях пробкового дуба в Португалии, входившую в цикл естественнонаучных передач BBC Natural World .
В январе 2010 на канале Channel 4 вышла передача «Ферма моей мечты» (англ. My Dream Farm), помогавшая успешно вести хозяйство на небольшой ферме. В «Mastercrafts», серии из 6 фильмов для канала BBC Two, Дон рассказывал о шести традиционных английских ремёслах.
Дон дважды (в феврале 2009 и марте 2010) был приглашён в качестве участника дискуссии в телешоу канала BBC «Question Time». В августе 2010, Дон стал героем одного из выпусков программы BBC «Родословная семьи» (англ. «Who Do You Think You Are?»).
В апреле 2011 Монти Дон представил публике «Итальянские сады с Монти Доном» (англ. «Italian Gardens») — четыре фильма для канала BBC2, рассказывающие о самых известных итальянских садах (по мотивам передачи была выпущена книга). В феврале 2013 вышло продолжение — «Французские сады с Монти Доном»(англ. «Monty Don’s French Gardens»).
В 2013 Дон выступил в одном из эпизодов документальной передачи «Great British Garden Revival».
В 2014 на BBC2 стала выходить передача «Большие мечты в малых масштабах» (англ. Big Dreams, Small Spaces), в которой Дон помогает начинающим садоводам создать «сад мечты» на небольшой территории.
В 2014 Дон стал ведущим комментатором канала BBC на трансляции Выставки цветов в Челси — одной из самых популярных в Англии садоводческих выставок, ежегодно проводящейся в Лондоне Королевским садоводческим обществом, — снова сменив на этой должности Алана Тичмарша, которому на трансляции предложили второстепенную роль. Тичмарш вёл трансляции цветочного шоу почти 30 лет, был «задет» этим решением руководства и отказался участвовать. Назначение Дона вызвало критику, его вновь упрекали в нехватке соответствующего этой должности профессионального образования, хотя сам Тичмарш отметил, что не считает отсутствие у Дона специальной подготовки препятствием для ведения передач о садоводстве. По словам Тичмарша, Дон «влюблён в свою работу и способен достучаться до множества людей. У нас с ним разные зрительские аудитории. Я желаю ему удачи. Не собираюсь ругать его у него за спиной» (англ. «He’s passionate and he gets through to a lot of people. We have different audiences. Good luck to him. I’m not going to slag him off»).
В 2015 канал BBC Two представил цикл из четырёх фильмов «The Secret History of the British Garden», в которых Дон рассказывал о четырёх веках истории и развития английских садов — начиная с садов XVII века в поместье Левенс Холл в Камбрии и заканчивая всплеском интереса к садоводству в Британии XX века.
Кроме работы на телевидении, с февраля 1994 по май 2006 Дон был редактором еженедельной колонки о садоводстве в газете The Observer. С 2004 он вёл колонку в Daily Mail и Mail Online. Также он автор статей в журнале Gardener's World.
С 2008 по 2016 Дон был президентом фонда «Soil Association», благотворительной организации, продвигающей идеи органического земледелия. Также он один из патронов благотворительных фондов «Bees for Development Trust» (фонд поддерживает пчеловодство в развивающихся странах, рассматривая его как способ борьбы с бедностью) и «Pope’s Grotto Preservation Trust» (фонд, основанный для реставрации грота, сохранившегося на месте усадьбы Александра Поупа в Туикенеме).

## Личная жизнь
Монти и Сара женаты с 1983, у них трое детей; старший сын — архитектор по образованию, младший сын и дочь учились в Школе искусств Св. Мартина. Сара — дизайнер и архитектор; фирма «Monty Don Jewellery» появилась благодаря её увлечению ювелирным искусством. С 1991 семья живёт близ Ивингтона, Херефордшир.
Кроме поместья Лонгмэдоу, Дон владеет фермой в районе Блэк-Маунтинс, на которой он держит 500 племенных овец и около 50 коров; вести работы на ферме ему помогает один из сыновей.
Дон — любитель собак. В интервью 2009 года он упоминает, что у него четыре собаки: золотистые ретриверы Найджел и Нелл, Бренда (миниатюрная такса) и Берри-Энн (джек-рассел-терьер). Оба ретривера вместе с хозяином участвуют в съёмках передачи «Gardners’ World» и имеют собственные аккаунты в Твиттере. В 2016 Дон выпустил книгу «Nigel: my family and other dogs», в которой он рассказывает о Найджеле, своём саде в  Лонгмэдоу и месте, которое занимают собаки в его жизни, а также размышляет об отношениях между собаками и людьми.
|  | Когда мы записывали аудиокнигу, я понял, насколько это для меня важно. <...> В книге я рассказываю о трёх своих уже умерших собаках. И я совсем расклеился, читая об одной из них, а повернувшись к оператору звукозаписи увидел, что и он тоже всхлипывает. Я подумал: "Господи, что происходит?". Нам пришлось сделать перерыв, выпить чаю и взять себя в руки... |

По его собственному признанию, Дон неплохо играет на гитаре, но совсем не умеет петь. В детстве он мечтал стать рок-звездой, а также писателем или лесником.
Среди любимых садовников Дона — Дерек Джармен, чилийский садовник Хуан Гримм (Juan Grimm), Жак Вирц, Фернандо Карунчо.
В интервью Дон упоминал о том, что с 25 лет борется с приступами депрессии и страдает от сезонного аффективного расстройства, с которым пытался справляться при помощи когнитивно-поведенческой психотерапии и препарата «Прозак», затем перейдя к фототерапии. По его словам, лекарством от депрессии для него стала работа в саду, а также общение со своей собакой.

## Критика
Дон никогда не получал специального образования для занятий садоводством, ландшафтным дизайном или сельским хозяйством. В детстве работа в саду и огороде была для Дона неприятной ежедневной обязанностью, а настоящий интерес к садоводству проявился, когда ему было 17 лет. По его собственным словам, он был и остаётся «садоводом-любителем и писателем-профессионалом. Единственное, на чем основан мой авторитет — то, что я занимаюсь садоводством всю жизнь, а также граничащая с одержимостью страсть к собственному саду» (англ. I was — am — an amateur gardener and a professional writer. My only authority came from a lifetime of gardening and a passion amounting to an obsession for my own garden).
При этом, будучи любителем, Дон является ведущим передачи «Gardner's World» с двухмиллионной аудиторией, а канал BBC, ориентируясь на вкусы публики, неоднократно оказывал ему предпочтение перед профессионалами. Такая ситуация вызывала недовольство некоторых профессиональных садоводов.
Дон — поборник методов органического садоводства и земледелия. С 2008 по 2016 он был президентом фонда «Soil Association», основанной в 1946 благотворительной некоммерческой организации, продвигающей идеи органического земледелия и фермерства и ответственного подхода к производству и потреблению пищи. В 2012 его приверженность «органическим методам» (а именно — совет собирать вручную один из видов жуков-листоедов) вызвала конфликт с продюсерами «Gardners’ World». Производители пестицидов заявили протест в адрес канала BBC Two, требуя, чтобы Дон рассказывал в эфире о существовании разных подходов к уничтожению садовых вредителей. Продюсеры пообещали, что ведущий займёт менее определенную позицию по этому вопросу, но Дон сообщил, что менять свои взгляды не собирается.

## Издания

### Книги
- Don, Monty. The Prickotty Bush. — Macmillan, 1990. — ISBN 978-0333-5118-86.
- Don, Montagu. The Weekend Gardener. — Bloomsbury Publishing PLC, 1995. — 224 p. — ISBN 978-0747520122.
- Don, Montagu. The Sensuous Garden. — Conran, 1997. — 160 p. — ISBN 978-1850298625.
- Don, Monty. Gardening Mad. — Soma Books, 1998. — 192 p. — ISBN 978-1579590079.
- Don, Monty. Urban Jungle: The Simple Way to Tame Your Town Garden. — Headline, 1998. — 192 p. — ISBN 978-0747221906.
- Don, Monty; Don, Sarah. Fork to Fork. — Conran Octopus, 1999. — 224 p. — ISBN 978-1850299929. (в США выходила под названием «From the Garden to the Table: Growing, Cooking, and Eating Your Own Food» (2003))
- Don, Monty. The Complete Gardener. — Dorling Kindersley, 2009. — 440 p. — ISBN 978-1405342704.
- Don, Monty; Don, Sarah. The Jewel Garden. — Hodder & Stoughton, 2004. — 224 p. — ISBN 978-0340826713.
- Don, Monty. Gardening from Berryfields: Practical Advice ond Inspiring Ideas from TV's Leading Gardening Programme (Gardeners' World) by Monty Don. — BBC Books, 2005. — 256 p. — (Gardeners' World). — ISBN 978-0563521723.
- Don, Monty. Growing out of Trouble. — Hodder & Stoughton, 2006. — 304 p. — ISBN 978-0340898475.
- Don, Monty. My Roots: A Decade in the Garden. — Hodder Paperbacks, 2006. — 336 p. — ISBN 978-0340834626.
- Don, Monty. Around the World in 80 Gardens. — W&N, 2008. — 288 p. — ISBN 978-0297844501.
  - Дон М. Вокруг света за 80 садов с Монти Доном = Around the World in 80 Gardens. — Москва: Эксмо, 2009. — 431 с.
- Don, Monty. The Ivington Diaries. — Bloomsbury Publishing PLC, 2009. — 384 p. — ISBN 978-1408802496.
- Don, Monty; Don, Sarah. The Home Cookbook. — Bloomsbury Publishing PLC, 2010. — 384 p. — ISBN 978-1408804391.
- Don, Monty; Moore, Derry. Great Gardens of Italy. — Quadrille, 2011. — 224 p. — ISBN 978-1844009374.
- Don, Monty. Gardening at Longmeadow. — BBC Books, 2012. — 352 p. — ISBN 978-1849903783.
- Don, Monty. The Road to Le Tholonet: A French Garden Journey. — Simon & Schuster UK, 2013. — 304 p. — ISBN 978-1471114571.
- Don, Monty; Priest, James. Painting with Plants // Painting the Modern Garden: Monet to Matisse. — London: Royal Academy of Arts, 2015. — P. 66—76. — 328 p. — ISBN 978-1910350027.
- Don, Monty. Nigel: my family and other dogs. — Two Roads Books, an imprint of Hodder & Stoughton Ltd, 2016. — 225 p. — ISBN 978-1-473-64169-3.
- Don, Monty. Down to Earth: Gardening Wisdom. — Dorling Kindersley, 2017. — 272 p. — ISBN 978-0241318270.

### Издания на DVD
- Around The World In 80 Gardens : Complete BBC Series. — Warner Home Video, 2008. — 4 диска (590 минут)
- My Dream Farm presented by Monty Don. — Acorn Media, 2010. — 2 диска (360 минут)
- Monty Don’s Italian Gardens. — 2entertain, 2011. — 2 диска (240 минут)
- Monty Don’s French Gardens. — Spirit Entertainment Limited, 2013.
- Monty Don: The Secret History Of The British Garden. — Spirit Entertainment Limited, 2015. — 2 диска (240 минут)